# Calilena siva
Calilena siva là một loài nhện trong họ Agelenidae.
Loài này thuộc chi Calilena. Calilena siva được Ralph Vary Chamberlin & Wilton Ivie miêu tả năm 1941.